# Ariel Mosór
Ariel Mosór, né le 19 février 2003 à Katowice en Pologne, est un footballeur polonais qui évolue au poste de défenseur central au Piast Gliwice.

## Biographie

### Carrière en club
Né à Katowice en Pologne, Ariel Mosór est formé au Legia Varsovie[réf. nécessaire]. Il joue son premier match en professionnel le 15 juillet 2020, lors d'une rencontre d'Ekstraklasa de la saison 2019-2020 face au Lechia Gdańsk. Il entre en jeu lors de cette rencontre qui se termine sur un match nul (0-0). 
Il glane son premier titre en étant sacré champion de Pologne en 2020.
Considéré comme l'un des joueurs les plus prometteurs de l'académie du Legia, il est intégré progressivement à l'équipe première en 2020.
Le 9 juin 2021 est annoncé le transfert d'Ariel Mosór au Piast Gliwice. Le joueur s'engage pour un contrat courant jusqu'en juin 2024, plus une année en option. Arrivé pour jouer un rôle de remplaçant, Mosór parvient à s'imposer en équipe première sous les ordres de Waldemar Fornalik, un entraîneur qui n'est pourtant pas réputé pour donner sa chance aux jeunes, et le défenseur de 19 ans se révèle comme l'un des joueurs les plus prometteurs du championnat.

### En sélection
Sélectionné régulièrement avec les différentes équipes de jeunes de Pologne, Ariel Mosór est notamment membre de l'équipe des moins de 17 ans de 2019 à 2020, où il officie notamment comme capitaine. Avec cette sélection il joue neuf matchs et inscrit trois buts, le premier contre la Suisse le 8 septembre 2019 (victoire 4-1 des Polonais) puis contre le Liechtenstein le 12 octobre 2019 (11-0 pour la Pologne) et trois jours plus tard face à la Belgique (2-2).
Mosór fait également six apparitions avec les moins de 19 ans entre 2020 et 2021, dont trois en tant que capitaine.
Ariel Mosór joue son premier match avec l'équipe de Pologne espoirs le 24 mars 2022, contre Israël. Il est titularisé et les deux équipes se neutralisent ce jour-là (2-2 score final).

## Vie personnelle
Il est le fils de Piotr Mosór (en), ancien footballeur professionnel ayant notamment joué pour le Legia Varsovie de 1994 à 1999,.

## Palmarès

### En club
Legia Varsovie
- Championnat de Pologne (1) :
  - Champion : 2019-20.